# Ґеро (Ґіфу)

35°48′21″ пн. ш. 137°14′39″ сх. д. / 35.80583° пн. ш. 137.24417° сх. д.
Ґеро́ (яп. 下呂市, げろし, МФА: [geɾo ɕi̥]) — місто в Японії, в префектурі Ґіфу.

## Короткі відомості
Розташоване в центральній частині префектури, на березі річки Масіта. Виникло на основі постоялого містечка на Хідському шляху та сільських поселень раннього нового часу. Отримало статус міста 2004 року. Основою економіки є сільське господарство, лісництво, туризм. В місті розташовані стародавні гарячі джерела Ґеро. Станом на 1 квітня 2009 площа міста становила 851,06 км². 

## Демографія
За даними японського перепису населення, населення Ґеро скоротилося за останні 50 років. Станом на 1 липня 2011 населення міста становило 35 916 осіб.